# Lalitasana

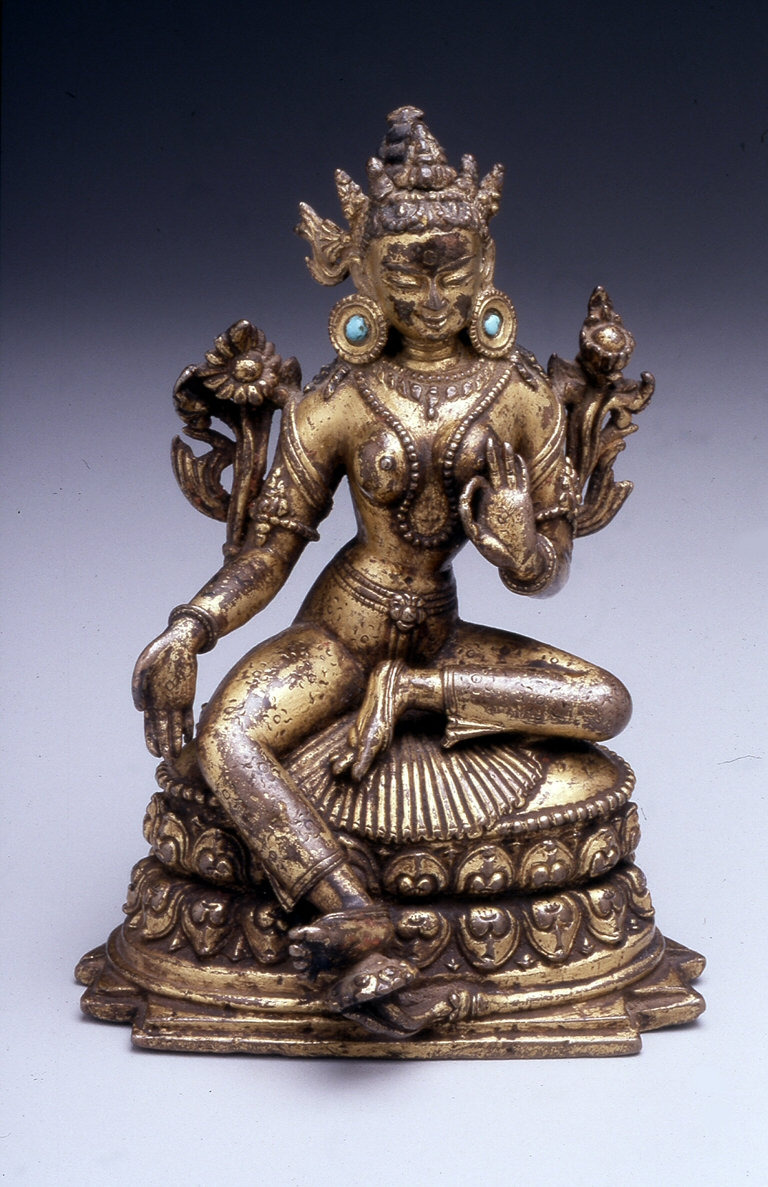
Esempio della postura lalitasana

Lalitāsana è una posizione che, nella cultura orientale, indica - dalla Cina all'India - un particolare modo di sedersi: mentre una gamba pende verticalmente nella maniera solita, il piede dell'altra gamba è sollevato da terra e ripiegato orizzontalmente sopra la coscia della prima.
Assumere questa posizione nella iconografia orientale significa possedere le virtù della calma, della regalità e illuminazione. La Lalitāsana è particolarmente frequente nelle raffigurazioni del Bodhisattva o del sorridente Dio indiano Ganesha, dalla testa di elefante.